# Manoba rufofasciata
Manoba rufofasciata är en fjärilsart som beskrevs av Rothschild 1913. Manoba rufofasciata ingår i släktet Manoba och familjen trågspinnare. Inga underarter finns listade i Catalogue of Life.